# Вирджиния Мейо
 Вижте пояснителната страница за други значения на Мейо.
Вирджиния Мейо (на английски: Virginia Mayo) е американска актриса.

## Биография
Вирджиния Мейо е родена на 30 ноември 1920 г. в Сейнт Луис, Мисури. Дъщеря е на вестникарския репортер Люк и съпругата му Марта Хенриета (по баща Раутенстраух) Джоунс. Семейството ѝ има корени от най-ранните дни на Сейнт Луис, включително прапрапрадядото капитан Джеймс Пигот, който основава Източен Сейнт Луис, Илинойс, през 1797 г. Лелята на младата Вирджиния управлява школа по актьорско майсторство в района на Сейнт Луис, която Вирджиния започва да посещава на шестгодишна възраст. Тя също има няколко инструктори по танци, ангажирани от леля ѝ.

### Кариера
Вирджиния Мейо започва своята кариера като танцьорка в театъра на Сейнт Лиус. Участва на Бродуей.
Взима участие в поредица от популярни комедийни филми с Дани Кей и е най-високо в боксофиса на „Уорнър Брос“ в края на 1940 г. Играе във филма „Най-добрите години от нашия живот“ (1946), който печели „Оскар“ за най-добър филм.
През 1949 година се снима в уестърна „Територията на Колорадо“ с Джоел Макрей на режисьора Раул Уолш. Вирджиния Мейо получава отлични отзиви в роля, играейки знойната и интриганта съпруга на Джеймс Кагни в гангстерската класика „Бяла жега“, режисиран също от Раул Уолш. Мейо признава, че е била уплашена от Кагни като психотичния стрелец, защото той бил толкова реалистичен.

### Персонален живот
Вирджиния Мейо се омъжва за Майкъл О'Шей през 1947 г. и са женени до смъртта му през 1973 г. Двойката има едно дете, Мери Катрин О'Шей (родена през 1953 г.). Няколко десетилетия семейството живее в Таузънд Оукс, Калифорния.
В по-късните години тя развива страст към рисуването и така прекарва времето си, обожавайки тримата си внуци. Тя приема римокатолицизма, вдъхновена от архиепископ Фултън Дж. Шийн. Доживотна републиканка, тя подкрепя Ричард Никсън през 1968 г. и 1972 г. и дългогодишния си приятел Роналд Рейгън през 1980 г.

### Смърт
Вирджиния Мейо почива от пневмония и усложнения от застойна сърдечна недостатъчност в района на Лос Анджелис на 17 януари 2005 г., на 84 години, в старчески дом в Таузънд Оукс. Нейната смърт е съобщена на следващия ден в „Ню Йорк Таймс“. Тя е погребана до О'Шей в парка Пиърс Бродърс Валей Оук в Уеслейк Валей, Калифорния.

## Избрана филмография
| година | филм                              | оригинално заглавие         | роля            | режисьор     |
| ------ | --------------------------------- | --------------------------- | --------------- | ------------ |
| 1946   | Най-добрите години от нашия живот | The Best Years of Our Lives | Мари Дери       | Уилям Уайлър |
| 1949   | Територията на Колорадо           | Colorado Territory          | Колорадо Карсън | Раул Уолш    |
| 1949   | Бяла жега                         | White Heat                  | Верна Джарет    | Раул Уолш    |